# مادونا ديل براتو (رفائيل)
مدونة العذراء في المرج أو (بالإيطالية: Madonna del Prato) ، والمعروفة رسميًا باسم "العذراء مع الطفل المسيح والقديس يوحنا المعمدان"، هي لوحة زيتية على لوح من تنفيذ رافائيل، أُنجزت عام 1506، وتُعرض حاليًا في متحف تاريخ الفنون في فيينا. وتُعرف أيضًا باسم "عذراء بلفيدير" نسبةً إلى إقامتها الطويلة في المجموعة الإمبراطورية بقصر بلفيدير في فيينا.

## موضوع اللوحة
تم تنفيذ هذه اللوحة من قبل رافائيل، وكان يبلغ من العمر ثلاثًا وعشرين سنة، خلال بضعة أشهر من وصوله إلى فلورنسا في عامي 1504–1505. تُصوِّر المشهدَ شخصياتِ العذراء مريم، والطفل يسوع، والطفل يوحنا المعمدان، وهم في مرج عشبي هادئ، في تكوين هرمي يربط بينهم من خلال نظراتهم المتبادلة.
ترتدي مريم عباءة زرقاء محاطة بحواف ذهبية فوق ثوب أحمر، وتمتد بساقها اليمنى بشكل مائل. اللون الأزرق يرمز إلى الكنيسة، أما الأحمر فيرمز إلى موت المسيح، وتلامس العذراء يد الطفل يسوع في إشارة إلى اتحاد الكنيسة الأم بتضحية المسيح. عيناها مركَّزتان على يوحنا، بينما رأسها مائل قليلاً إلى اليسار، ويداها تُثبّتانه بينما يترنح إلى الأمام ليلمس الصليب الصغير الذي يحمله.
ترمز زهرة الخشخاش (poppy) في اللوحة إلى آلام المسيح وموته وقيامته. ويُصوّر المشهد لحظة هادئة ومليئة بالحنان والسلام، لا يعكّرها إلا محاولة الطفل يسوع الإمساك بالصليب الذي يحمله يوحنا المعمدان، في تلميح مبكر إلى آلام المسيح المقبلة.
لقد حظيت هذه التركيبة المتناغمة والهادئة بتقدير كبير من قبل رعاة الفن في عصر النهضة، وكان لها الفضل في أن يحصل رافائيل لاحقًا على تكليف بتنفيذ جدارية للفاتيكان في غرف "ستانتسه" في روما.